# Espacio marino de Illes Columbretes
Espacio marino de Illes Columbretes este o arie protejată (sit de importanță comunitară — SCI) din Spania întinsă pe o suprafață de 1.277,1 ha, integral marine.

## Localizare
Centrul sitului Espacio marino de Illes Columbretes este situat la coordonatele 39°52′47″N 0°37′07″E / 39.8796°N 0.6187°E.

## Înființare
Situl Espacio marino de Illes Columbretes a fost declarat sit de importanță comunitară în decembrie 2014 pentru a proteja 2 specii de animale.

## Biodiversitate
Situată în ecoregiunile marină mediteraneană și mediteraneană, aria protejată conține 1 habitat natural: Recifuri.
La baza desemnării sitului se află mai multe specii protejate:
- mamifere (1): delfin mare (Tursiops truncatus)
- reptile (1): Caretta caretta

Pe lângă speciile protejate, pe teritoriul sitului au mai fost identificate 7 specii de mamifere, 5 specii de nevertebrate, 2 specii de pești.